# روبرت إتش أندرسون
روبرت إتش أندرسون (بالإنجليزية: Robert H. Anderson)‏ هو عسكري أمريكي، ولد في 1 أكتوبر 1835 في سافانا في الولايات المتحدة، وتوفي بنفس المكان في 8 فبراير 1888.